# اوگا یاشیرو
اوگا یاشیرو (به ژاپنی: 大賀弥 四郎 おおが やしろう) یا اُوئوکا یاشیرو (به ژاپنی: 大岡弥四郎) (تولد نامشخص –مرگ ۱۵۷۴) یک سامورایی در دوره سنگوکو و ملازم خاندان توکوگاوا بود. ابتدا منشی توکوگاوا ایه‌یاسو بود. وی بیشتر در محل اقامت ایه‌یاسو در قلعه هاماماتسو اقامت داشت اما گاهگاهی به قلعه اوکازاکی در ولایت میکاوا می‌رفت و نزد پسر ایه‌یاسو، ماتسودایرا نوبویاسو کارهای حسابرسی این قلعه را نیز انجام می‌داد. در اثر خطایی که از وی سر زد ایه‌یاسو او را اخراج، اموال وی را ضبط و او را حبس کرد اما به زودی آزاد شد.
در اثر کینه ای که در وی در اثر این مجازات به وجود آمد، او با سه نفر دیگر نامه‌ای به خاندان تاکدا نوشتند که حاضرند قلعه اوکازاکی را تصرف و به تاکدا کاتسویوری تسلیم کنند، این نامه به دست خاندان تاکدا رسید. پس از آن یکی از این چهار نفر بنام یامادا، تصمیمش را تغییر داد و ماجرا را به اطلاع ایه‌یاسو. نوبویاسو رساند. پس از آن دوباره اوگا یاشیرو دستگیر شد. همسر و ۴ فرزندانش چارمیخ شدند و به تماشای عموم گذاشته شدند. خود وی نیز با رنج و شکنجه زیاد کشته شد. بر اساس نوشته‌های کتاب تاریخی میکاوا مونوگاتاری در اثر بهانه‌ها و سخنان اوگا یاشیرو، بین ایه‌یاسو با پسرش نوبویاسو دعوا و پرخاشگری رخ داد. حادثه اوگا شیرو در سال ۱۵۷۵ رخ داد و بنابر نظر محققان حمله تاکدا کاتسویوری در ۲۱ ماه پنجم همین سال و نبرد ناگاشینو در اثر ارتباط پنهان اوگا یاشیرو با خاندان تاکدا رخ داده‌است.
در توکوگاوا ایه‌یاسو (رمان تاریخی) نوشته یامائوکا سوهاچی در بخشی که جنبه تخیلی دارد. همسر ایه‌یاسو، تسوکی‌یاما-دونو همراه با پزشکی به نام گنکئو با یکدیگر توطئه کرده و با خاندان تاکدا در ارتباط جاسوسی بودند. چنین اتهامی اساس تاریخی ندارد.